# 張瑚樹
張瑚樹（1840年—1919年），清末學者。陝西清澗縣人。
光緒二十年（1894年）甲午科陝西鄉試第一名舉人（解元）。拣选知县，授文林郎。曾主綏德雕山書院。工詩文。
詩作：
当年帝子起高台，
一到边城不复回。
却谓莫将李赵罪，
千秋俎豆是谁开？

### 書目
- （清）法式善等，《清秘述聞三種》，中華書局，清代史料筆記叢刊，ISBN：ISBN 7101017428。
- 《子洲教育志》